# Ozzero
Ozzero település Olaszországban, Lombardia régióban, Milánó megyében. Lakosainak száma 1391 fő (2023. január 1.). Ozzero Morimondo és Abbiategrasso községekkel határos.

## Népesség
A település lakossága az elmúlt években az alábbi módon változott:
| Lakosok száma | 1535 | 1489 | 1469 | 1391 |
|               | 2013 | 2017 | 2018 | 2023 |